# Рыжегрудый дроздовый листовник
Рыжегрудый дроздовый листовник (лат. Sclerurus scansor) — вид воробьиных птиц из семейства печниковых (Furnariidae).

## Распространение
Рыжегрудый дроздовый листовник родом из Южной Америки. Вид охватывает восточную и южную Бразилию, южный Парагвай и северо-восточную Аргентину, а также изолированный подвид находится на северо-востоке Бразилии.
Средой обитания этого вида является тропические или субтропические джунгли и горные леса на высоте до 1500 метров над уровнем моря.

## Описание
Рыжегрудый дроздовой листовник имеет длину от 17,5 см до 20 см и вес от 30 до 41 грамм. Оперение сверху тёмно-коричневое. Хвост черноватый. Грудь красно-коричневого цвета, горло беловатое с чёрными прожилками (характерно для южных особей). Оперение снизу серо-коричневого цвета. Клюв тёмный с изогнутым кончиком.

## Этимология
«Sclerurus» в названии происходит от греческого «sklēros», что означает «жёсткий» и «oura», что означает «хвост», вместе означает «жесткохвостый» и «scansor» происходит от латинского «scansor, scansores», что означает «альпинист, искатель».

## Таксономия
Рыжегрудый дроздовой листовник впервые был описан в 1835 году французским натуралистом Эдуардом Менетрие, под научным названием Oxypyga scansor.

### Подвиды
У рыжегрудого дроздового листовника выделяют 2 подвида:
- Sclerurus scansor scansor
- Sclerurus scansor cearensi — изолирован на северо-востоке Бразилии и рассматривается Aves del Mundo (HBW) и Birdlife International (BLI) как отдельный вид, при поддержке генетического анализа D’Horta et al. (2013)[8][9].